# Ljudska univerza Radlje ob Dravi
Ljudska univerza Radlje ob Dravi je ljudska univerza s sedežem na Koroški cesti 2 (Radlje ob Dravi).